# 1994 w filmie
Wydarzenia filmowe w 1994 roku.

## Wydarzenia
- 11 kwietnia – Timothy Dalton oficjalnie zrezygnował z roli Jamesa Bonda
- 23 maja – Cannes, Złotą Palmę niespodziewanie zdobywa Pulp Fiction (jako faworyt typowany był film Trzy kolory. Czerwony Krzysztofa Kieślowskiego)
- 8 czerwca – Londyn, ogłoszenie na konferencji prasowej, iż Pierce Brosnan zastąpi Timothy’iego Daltona w 17. filmie o przygodach Jamesa Bonda

## Światowy Box Office
| Pozycja | Tytuł                         | Wpływy (mln) |
| ------- | ----------------------------- | ------------ |
| 1.      | Król lew                      | $768.2       |
| 2.      | Forrest Gump                  | $677.4       |
| 3.      | Prawdziwe kłamstwa            | $378.9       |
| 4.      | Maska                         | $351.6       |
| 5.      | Speed: Niebezpieczna prędkość | $350.4       |
| 6.      | Flintstonowie                 | $341.6       |
| 7.      | Głupi i głupszy               | $247.3       |
| 8.      | Cztery wesela i pogrzeb       | $245.7       |
| 9.      | Wywiad z wampirem             | $223.7       |
| 10.     | Stan zagrożenia               | $215.9       |
| 11.     | W sieci                       | $214.0       |
| 12.     | Pulp Fiction                  | $213.9       |
| 13.     | Gwiezdne wrota                | $196.6       |
| 14.     | Śnięty Mikołaj                | $189.8       |
| 15.     | Maverick                      | $183.0       |
| 16.     | Specjalista                   | $170.4       |
| 17.     | Wichry namiętności            | $160.6       |
| 18.     | Wilk                          | $131.0       |
| 19.     | Gliniarz z Beverly Hills III  | $119.2       |
| 20.     | Star Trek: Pokolenia          | $118.1       |

## Premiery

### Filmy polskie
| Data           | Tytuł filmu                   | Kraj   | Reżyseria            | Obsada |
| -------------- | ----------------------------- | ------ | -------------------- | --- |
| 28 stycznia    | Oczy niebieskie               | Polska | Waldemar Szarek      | Grzegorz Damięcki, Magdalena Wójcik, Magdalena Zawadzka, Gustaw Holoubek                                                                            |
| 17 lutego      | Jańcio Wodnik                 | Polska | Jan Jakub Kolski     | Franciszek Pieczka, Grażyna Błęcka-Kolska, Bogusław Linda, Olgierd Łukaszewicz                                                                      |
| 25 lutego      | Trzy kolory. Biały            | /      | Krzysztof Kieślowski | Zbigniew Zamachowski, Julie Delpy, Janusz Gajos, Jerzy Stuhr                                                                                        |
| 28 lutego      | Pora na czarownice            | Polska | Piotr Łazarkiewicz   | Jolanta Fraszyńska, Andrzej Mastalerz, Bogusław Linda, Henryk Bista, Maria Ciunelis                                                                 |
| 3 marca        | Kolos                         | /      | Witold Leszczyński   | Ove Christian Owe, Karolina Rosińska, Leon Niemczyk, Krzysztof Ibisz                                                                                |
| 10 marca       | Szuler                        | /      | Adek Drabiński       | Justin Deas, Alice Adair, Vasek C. Simek, Philip Seymour Hoffman Stuart Rudin, Troy Ruptash, Jerzy Zelnik                                           |
| 24 marca       | Rozmowa z człowiekiem z szafy | Polska | Mariusz Grzegorzek   | Bożena Adamek, Rafał Olbrychski, Karol Cieślar, Maciej Wilk, Adam Ferency                                                                           |
| 5 kwietnia     | Psy 2                         | Polska | Władysław Pasikowski | Bogusław Linda, Cezary Pazura, Artur Żmijewski, Magdalena Dandourian, Walerij Prijomychow                                                           |
| 21 kwietnia    | Panna z mokrą głową           | Polska | Kazimierz Tarnas     | Paulina Tworzyańska, Anna Nehrebecka, Marek Kondrat, Anna Milewska Iga Cembrzyńska, Hanna Stankówna, Beata Tyszkiewicz, Rafał Wieczyński            |
| 27 kwietnia    | Pamiętnik znaleziony w garbie | /      | Jan Kidawa-Błoński   | Olaf Lubaszenko, Edward Linde-Lubaszenko, Bogusław Linda, Marzena Trybała                                                                           |
| 7 maja         | Komedia małżeńska             | Polska | Roman Załuski        | Ewa Kasprzyk, Jan Englert, Zdzisław Wardejn, Ewa Dałkowska, Krzysztof Kolberger                                                                     |
| 7 maja         | Śmierć jak kromka chleba      | Polska | Kazimierz Kutz       | Janusz Gajos, Jerzy Trela, Jerzy Radziwiłowicz, Mariusz Benoit, Roman Gancarczyk                                                                    |
| 15 maja        | Ewangelia według Harry’ego    | /      | Lech J. Majewski     | Viggo Mortensen, Jennifer Rubin, Jack Kehoe, Rita Tushingham, Herbert Moulton                                                                       |
| 27 maja        | Trzy kolory. Czerwony         | /      | Krzysztof Kieślowski | Irene Jacob, Jean-Louis Trintignant, Frederique Feder, Jean-Pierre Lorit                                                                            |
| 27 lipca       | Łza księcia ciemności         | /      | Marek Piestrak       | Hanna Dunowska, Tomasz Stockinger, Wasilij Łanowoj, Aarne Ukskula, Lembit Ulfsak                                                                    |
| 7 października | Miasto prywatne               | Polska | Jacek Skalski        | Bogusław Linda, Maciej Kozłowski, Maria Gładkowska, Mirosław Baka Dariusz Gnatowski, Mirosław Zbrojewicz, Krzysztof Zaleski, Krzysztof Kiersznowski |
| 7 grudnia      | Zawrócony                     | Polska | Kazimierz Kutz       | Zbigniew Zamachowski, Marek Kondrat, Henryk Bista, Stanisław Górka                                                                                  |
| 8 grudnia      | Lato miłości                  | /      | Feliks Falk          | Siergiej Sznyriew, Daria Powieriennowa, Ewa Bukowska, Ernest Romanow                                                                                |

### Filmy zagraniczne w Polsce
| Data            | Tytuł filmu                                                              | Kraj              | Reżyseria       | Obsada                                                                                                 |
| --------------- | ------------------------------------------------------------------------ | ----------------- | --------------- | --- |
| 10 czerwca      | Na zabójczej ziemi (On Deadly Ground)                                    | Stany Zjednoczone | Steven Seagal   | Steven Seagal, Joan Chen, R. Lee Ermey, Shari Shattuck, Billy Bob Thornton                             |
| 17 czerwca      | Naga broń 33⅓: Ostateczna zniewaga (The Naked Gun 33⅓: The Final Insult) | Stany Zjednoczone | Peter Segal     | Leslie Nielsen, Priscilla Presley, George Kennedy, O.J. Simpson, Fred Ward                             |
| 19 sierpnia     | Maverick                                                                 | Stany Zjednoczone | Richard Donner  | Mel Gibson, Jodie Foster, James Garner, Graham Greene, Alfred Molina                                   |
| 2 września      | Cztery wesela i pogrzeb (Four Weddings and a Funeral)                    | Wielka Brytania   | Mike Newell     | Hugh Grant, James Fleet, Simon Callow, John Hannah, Kristin Scott Thomas                               |
| 14 października | Prawdziwe kłamstwa (True Lies)                                           | Stany Zjednoczone | James Cameron   | Arnold Schwarzenegger, Jamie Lee Curtis, Tom Arnold, Bill Paxton, Tia Carrere                          |
| 4 listopada     | Forrest Gump                                                             | Stany Zjednoczone | Robert Zemeckis | Tom Hanks, Robin Wright Penn, Gary Sinise, Mykelti Williamson, Sally Field                             |
| 18 listopada    | Król lew (The Lion King)                                                 | Stany Zjednoczone | Roger Allers    | dubbing: Wiktor Zborowski, Paweł Tucholski, Marek Barbasiewicz, Krystyna Tyszkiewicz, Krzysztof Tyniec |
| 26 grudnia      | Maska (The Mask)                                                         | Stany Zjednoczone | Chuck Russell   | Jim Carrey, Cameron Diaz, Peter Greene, Richard Jeni, Peter Riegert                                    |

### Światowe

#### Styczeń
| Data        | Tytuł filmu                   | Kraj              | Reżyseria   | Obsada                                                                            |
| ----------- | ----------------------------- | ----------------- | ----------- | --------------------------------------------------------------------------------- |
| styczeń     | Clerks – Sprzedawcy (Clerks)  | Stany Zjednoczone | Kevin Smith | Brian O’Halloran, Jeff Anderson, Marilyn Ghigliotti, Lisa Spoonhauer, Jason Mewes |
| 20 stycznia | Anielskie oczy (Andělské oči) | Czechy            | Dušan Klein | Marián Labuda, Miloš Kopecký, Pavel Zedníček, Josef Abrhám, Markéta Hrubešová     |

#### Luty
| Data      | Tytuł filmu                           | Kraj              | Reżyseria     | Obsada                                                                     |
| --------- | ------------------------------------- | ----------------- | ------------- | -------------------------------------------------------------------------- |
| 18 lutego | Na zabójczej ziemi (On Deadly Ground) | Stany Zjednoczone | Steven Seagal | Steven Seagal, Joan Chen, R. Lee Ermey, Shari Shattuck, Billy Bob Thornton |

#### Marzec
| Data     | Tytuł filmu                                                              | Kraj              | Reżyseria    | Obsada                                                                             |
| -------- | ------------------------------------------------------------------------ | ----------------- | ------------ | ---------------------------------------------------------------------------------- |
| 4 marca  | Pościg (The Chase)                                                       | Stany Zjednoczone | Adam Rifkin  | Charlie Sheen, Kristy Swanson, Henry Rollins, Josh Mostel, Rocky Carroll           |
| 9 marca  | Cztery wesela i pogrzeb (Four Weddings and a Funeral)                    | Wielka Brytania   | Mike Newell  | Hugh Grant, James Fleet, Simon Callow, John Hannah, Kristin Scott Thomas           |
| 18 marca | Naga broń 33⅓: Ostateczna zniewaga (The Naked Gun 33⅓: The Final Insult) | Stany Zjednoczone | Peter Segal  | Leslie Nielsen, Priscilla Presley, George Kennedy, O.J. Simpson, Fred Ward         |
| 23 marca | Nad obręczą (Above the Rim)                                              | Stany Zjednoczone | Jeff Pollack | Duane Martin, Leon Robinson, Tupac Shakur, Bernie Mac, David Balley, Tonya Pinkins |

#### Kwiecień
| Data        | Tytuł filmu                                              | Kraj              | Reżyseria      | Obsada                                                                           |
| ----------- | -------------------------------------------------------- | ----------------- | -------------- | -------------------------------------------------------------------------------- |
| 14 kwietnia | Rapa Nui                                                 | Stany Zjednoczone | Kevin Reynolds | Jason Scott Lee, Esai Morales, Sandrine Holt, Eru Potaka-Dewes, Emilio Tuki Hito |
| 29 kwietnia | Kiedy mężczyzna kocha kobietę (When a Man Loves a Woman) | Stany Zjednoczone | Luis Mandoki   | Andy García, Meg Ryan, Ellen Burstyn, Tina Majorino, Mae Whitman                 |

#### Maj
| Data    | Tytuł filmu                                          | Kraj              | Reżyseria         | Obsada                                                                          |
| ------- | ---------------------------------------------------- | ----------------- | ----------------- | ------------------------------------------------------------------------------- |
| maj     | Pulp Fiction                                         | Stany Zjednoczone | Quentin Tarantino | John Travolta, Samuel L. Jackson, Uma Thurman, Harvey Keitel, Tim Roth          |
| 11 maja | Kruk (The Crow)                                      | Stany Zjednoczone | Alex Proyas       | Brandon Lee, Rochelle Davis, Ernie Hudson, Michael Wincott, Bai Ling            |
| 20 maja | Maverick                                             | Stany Zjednoczone | Richard Donner    | Mel Gibson, Jodie Foster, James Garner, Graham Greene, Alfred Molina            |
| 23 maja | Flintstonowie (The Flinstones)                       | Stany Zjednoczone | Brian Levant      | John Goodman, Elizabeth Perkins, Rick Moranis, Rosie O’Donnell, Kyle MacLachlan |
| 25 maja | Gliniarz z Beverly Hills III (Beverly Hills Cop III) | Stany Zjednoczone | John Landis       | Eddie Murphy, Jon Tenney, Joey Travolta, Eugene Collier, Jimmy Ortega           |

#### Czerwiec
| Data       | Tytuł filmu                           | Kraj              | Reżyseria       | Obsada                                                                               |
| ---------- | ------------------------------------- | ----------------- | --------------- | ------------------------------------------------------------------------------------ |
| 1 czerwca  | Dzikie trzciny (Les roseaux sauvages) | Francja           | André Téchiné   | Élodie Bouchez, Gaël Morel, Stéphane Rideau, Frédéric Gorny, Michèle Moretti         |
| 10 czerwca | Speed: Niebezpieczna prędkość (Speed) | Stany Zjednoczone | Jan de Bont     | Keanu Reeves, Dennis Hopper, Sandra Bullock, Joe Morton, Jeff Daniels                |
| 15 czerwca | Król lew (The Lion King)              | Stany Zjednoczone | Roger Allers    | dubbing: James Earl Jones, Matthew Broderick, Jeremy Irons, Moira Kelly, Nathan Lane |
| 17 czerwca | Wilk (Wolf)                           | Stany Zjednoczone | Mike Nichols    | Jack Nicholson, Michelle Pfeiffer, James Spader, Kate Nelligan, Richard Jenkins      |
| 23 czerwca | Forrest Gump                          | Stany Zjednoczone | Robert Zemeckis | Tom Hanks, Robin Wright Penn, Gary Sinise, Mykelti Williamson, Sally Field           |

#### Lipiec
| Data     | Tytuł filmu                    | Kraj              | Reżyseria     | Obsada                                                                        |
| -------- | ------------------------------ | ----------------- | ------------- | ----------------------------------------------------------------------------- |
| 15 lipca | Prawdziwe kłamstwa (True Lies) | Stany Zjednoczone | James Cameron | Arnold Schwarzenegger, Jamie Lee Curtis, Tom Arnold, Bill Paxton, Tia Carrere |
| 29 lipca | Maska (The Mask)               | Stany Zjednoczone | Chuck Russell | Jim Carrey, Cameron Diaz, Peter Greene, Richard Jeni, Peter Riegert           |

#### Sierpień
| Data        | Tytuł filmu                                | Kraj              | Reżyseria     | Obsada                                                                            |
| ----------- | ------------------------------------------ | ----------------- | ------------- | --------------------------------------------------------------------------------- |
| 3 sierpnia  | Stan zagrożenia (Clear and Present Danger) | Stany Zjednoczone | Phillip Noyce | Harrison Ford, Willem Dafoe, Anne Archer, Joaquim de Almeida, Henry Czerny        |
| 26 sierpnia | Urodzeni mordercy (Natural Born Killers)   | Stany Zjednoczone | Oliver Stone  | Woody Harrelson, Juliette Lewis, Robert Downey Jr., Tommy Lee Jones, Tom Sizemore |

#### Wrzesień
| Data        | Tytuł filmu                                     | Kraj              | Reżyseria      | Obsada                                                                             |
| ----------- | ----------------------------------------------- | ----------------- | -------------- | ---------------------------------------------------------------------------------- |
| 2 września  | Niebiańskie stworzenia (Heavenly Creatures)     | /                 | Peter Jackson  | Melanie Lynskey, Kate Winslet, Sarah Peirse, Diana Kent, Clive Merrison            |
| 10 września | Pocztówki z Ameryki (Postcards from America)    | /                 | Steve McLean   | James Lyons, Michael Tighe, Olmo Tighe, Michael Imperioli, Michael Ringer          |
| 10 września | Skazani na Shawshank (The Shawshank Redemption) | Stany Zjednoczone | Frank Darabont | Tim Robbins, Morgan Freeman, Bob Gunton, William Sadler, Clancy Brown              |
| 12 września | Ksiądz (Priest)                                 | Wielka Brytania   | Antonia Bird   | Linus Roache, Tom Wilkinson, Robert Carlyle, Cathy Tyson, Christine Tremarco       |
| 14 września | Leon zawodowiec (Léon)                          | Francja           | Luc Besson     | Jean Reno, Natalie Portman, Gary Oldman, Danny Aiello, Peter Appel                 |
| 23 września | Ed Wood                                         | Stany Zjednoczone | Tim Burton     | Johnny Depp, Martin Landau, Sarah Jessica Parker, Patricia Arquette, Jeffrey Jones |

#### Październik
| Data            | Tytuł filmu                  | Kraj | Reżyseria       | Obsada                                                                   |
| --------------- | ---------------------------- | ---- | --------------- | ------------------------------------------------------------------------ |
| 7 października  | Specjalista (The Specialist) | /    | Luis Llosa      | Sylvester Stallone, Sharon Stone, James Woods, Eric Roberts, Rod Steiger |
| 28 października | Gwiezdne wrota (Stargate)    | /    | Roland Emmerich | Kurt Russell, James Spader, Jaye Davidson, John Diehl, French Stewart    |

#### Listopad
| Data         | Tytuł filmu                                                            | Kraj              | Reżyseria       | Obsada                                                                        |
| ------------ | ---------------------------------------------------------------------- | ----------------- | --------------- | ----------------------------------------------------------------------------- |
| 4 listopada  | Frankenstein                                                           | /                 | Kenneth Branagh | Robert De Niro, Kenneth Branagh, Tom Hulce, Helena Bonham Carter, Aidan Quinn |
| 11 listopada | Śnięty Mikołaj (The Santa Clause)                                      | Stany Zjednoczone | John Pasquin    | Tim Allen, Eric Lloyd, Wendy Crewson, Judge Reinhold, David Krumholtz         |
| 11 listopada | Wywiad z wampirem (Interview with the Vampire: The Vampire Chronicles) | Stany Zjednoczone | Neil Jordan     | Tom Cruise, Brad Pitt, Kirsten Dunst, Antonio Banderas, Christian Slater      |
| 17 listopada | Star Trek: Pokolenia (Star Trek: Generations)                          | Stany Zjednoczone | David Carson    | Patrick Stewart, Jonathan Frakes, Brent Spiner, LeVar Burton, Michael Dorn    |

#### Grudzień
| Data       | Tytuł filmu                              | Kraj              | Reżyseria                    | Obsada                                                                                   |
| ---------- | ---------------------------------------- | ----------------- | ---------------------------- | ---------------------------------------------------------------------------------------- |
| 4 grudnia  | Jakub (Jakob)                            | /                 | Peter Hall                   | Matthew Modine, Lara Flynn Boyle, Sean Bean, Joss Ackland, Irini Papas                   |
| 6 grudnia  | Głupi i głupszy (Dump and Dumber)        | Stany Zjednoczone | Bob Farrelly, Peter Farrelly | Jim Carrey, Jeff Daniels, Lauren Holly, Teri Garr, Karen Duffy                           |
| 9 grudnia  | W sieci (Disclosure)                     | Stany Zjednoczone | Barry Levinson               | Michael Douglas, Demi Moore, Jacqueline Kim, Joe Urla, Michael Chieffo                   |
| 16 grudnia | Wichry namiętności (Legends of the Fall) | Stany Zjednoczone | Edward Zwick                 | Brad Pitt, Anthony Hopkins, Aidan Quinn, Julia Ormond, Henry Thomas                      |
| 21 grudnia | Richie milioner (Ri¢hie Ri¢h)            | Stany Zjednoczone | Donald Petrie                | Macaulay Culkin, John Larroquette, Edward Herrmann, Christine Ebersole, Michael McShane  |
| 23 grudnia | Prêt-à-Porter (Prêt-à-Porter)            | Stany Zjednoczone | Robert Altman                | Marcello Mastroianni, Sophia Loren, Jean-Pierre Cassel, Kim Basinger, Chiara Mastroianni |

## Nagrody filmowe

### Goya
8. ceremonia wręczenia Hiszpańskich Nagród Filmowych odbyła się 21 stycznia 1994 roku.
- Pełna lista nagrodzonych

| Najlepszy filmWszyscy z więzienia Najlepszy reżyserLuis García Berlanga za film Wszyscy z więzienia | Najlepsza aktorkaVerónica Forqué za rolę w filmie Kika Najlepszy aktorJuan Echanove za rolę w filmie Madregilda |

### Złote Globy
51. ceremonia wręczenia Złotych Globów odbyła się 22 stycznia 1994 roku.
- Pełna lista nagrodzonych

| Najlepszy film dramatycznyLista Schindlera (Schindler’s List) Najlepszy reżyserSteven Spielberg za film Lista Schindlera (Schindler’s List) | Najlepsza aktorka w filmie dramatycznymHolly Hunter za rolę w filmie Fortepian (The Piano) Najlepszy aktor w filmie dramatycznymTom Hanks za rolę w filmie Filadelfia (Philadelphia) |

### Złoty Niedźwiedź
44. Międzynarodowy Festiwal Filmowy w Berlinie odbył się w dniach 10–21 lutego 1994 roku.
- Pełna lista nagrodzonych

| Złoty NiedźwiedźJim Sheridan za film W imię ojca (In the Name of the Father) |

### BAFTA
47. ceremonia wręczenia nagród Brytyjskiej Akademii Sztuk Filmowych i Telewizyjnych.
- Pełna lista nagrodzonych

| Najlepszy filmLista Schindlera (Schindler’s List) Najlepszy reżyserSteven Spielberg za film Lista Schindlera (Schindler’s List) | Najlepsza aktorkaHolly Hunter za rolę w filmie Fortepian (The Piano) Najlepszy aktorAnthony Hopkins za rolę w filmie Cienista dolina (Shadowlands) |

### Cezary
19. ceremonia wręczenia Francuskich Nagród Filmowych odbyła się 26 lutego 1994 roku.
- Pełna lista nagrodzonych

| Najlepszy filmPalić/Nie palić (Smoking/No Smoking) Najlepszy reżyserAlain Resnais za film Palić/Nie palić (Smoking/No Smoking) | Najlepsza aktorkaJuliette Binoche za rolę w filmie Trzy kolory. Czerwony Najlepszy aktorPierre Arditi za rolę w filmie Palić/Nie palić (Smoking/No Smoking) |

### Złote Maliny
14. rozdanie Złotych Malin odbyło się 20 marca1994 roku.
- Pełna lista nagrodzonych

| Najgorszy filmNiemoralna propozycja (Indecent Proposal) Najgorszy reżyserJennifer Chambers Lynch za film Uwięziona Helena (Boxing Helena) | Najgorsza aktorkaMadonna za rolę w filmie Sidła miłości (Body of Evidence) Najgorszy aktorBurt Reynolds za role w filmach Półtora gliniarza (Cop and ½) |

### Oscary
66. ceremonia wręczenia Oscarów odbyła się 21 marca 1994 roku.
- Pełna lista nagrodzonych

| Najlepszy filmLista Schindlera (Schindler’s List) Najlepszy reżyserSteven Spielberg za film Lista Schindlera (Schindler’s List) | Najlepsza aktorkaHolly Hunter za rolę w filmie Fortepian (The Piano) Najlepszy aktorTom Hanks za rolę w filmie Filadelfia (Philadelphia) |

### Złota Palma
47. Międzynarodowy Festiwal Filmowy w Cannes odbył się w dniach 12–23 maja 1994 roku.
- Pełna lista nagrodzonych

| Najlepszy filmQuentin Tarantino za film Pulp Fiction |

### Złoty Lew
51. Festiwal Filmowy w Wenecji odbył się w dniach 1–11 września 1994 roku.
- Pełna lista nagrodzonych

| Najlepszy filmPrzed deszczem (Пред дождот) Niech żyje miłość (Ai qing wan sui) | Najlepsza aktorkaMaria de Medeiros za rolę w filmie Bezbrzeżny smutek (Três Irmãos) Najlepszy aktorXia Yu za rolę w filmie W upalnym słońcu |

### Festiwal Polskich Filmów Fabularnych
XIX. Festiwal Polskich Filmów Fabularnych odbył się 16–22 września 1994 roku.
- Pełna lista nagrodzonych

| Najlepszy filmZawrócony Najlepszy reżyserJan Jakub Kolski za film Cudowne miejsce | Najlepsza aktorkaGrażyna Błęcka-Kolska za rolę w filmie Cudowne miejsce Stanisława Celińska za rolę w filmie Spis cudzołożnic Najlepszy aktorZbigniew Zamachowski za rolę w filmie Zawrócony |

### Camerimage
2. edycja Międzynarodowego Festiwalu Sztuki Autorów Zdjęć Filmowych Camerimage odbyła się w dniach 26 listopada-3 grudnia 1994 roku.
| Złota ŻabaTibor Mathe za zdjęcia do filmu Woyzeck Artur Reinhart za zdjęcia do filmu Wrony Srebrna ŻabaPiotr Sobociński za zdjęcia do filmu Trzy kolory. Czerwony | Brązowa ŻabaConrad L. Hall za zdjęcia do filmu Szachowe dzieciństwo (Searching for Bobby Fischer) |

## Urodzili się
- 1 stycznia – Natalia Radwan-Richard, polska aktorka
- 23 lutego – Dakota Fanning, amerykańska aktorka
- 29 września – Nicholas Galitzine, angielski aktor
- 3 grudnia – Jake T. Austin, amerykański aktor

## Zmarli
- 1 stycznia – Ryszarda Hanin, polska aktorka (ur. 1919)
- 13 stycznia – Gjon Karma, albański aktor (ur. 1915)
- 15 stycznia – Zofia Niwińska, polska aktorka (ur. 1909)
- 22 stycznia – Telly Savalas, amerykański aktor (ur. 1922)
- 11 lutego – William Conrad, amerykański aktor, reżyser i producent filmowy (ur. 1920)
- 3 lutego – Carroll Borland, amerykańska aktorka grozy (ur. 1914)
- 19 lutego – Derek Jarman, brytyjski reżyser (ur. 1942)
- 4 marca – John Candy, amerykański aktor (ur. 1950)
- 6 marca – Melina Mercouri, francuska aktorka i piosenkarka pochodzenia greckiego (ur. 1920)
- 9 marca – Fernando Rey, hiszpański aktor (ur. 1917)
- 23 marca – Giulietta Masina, włoska aktorka (ur. 1921)
- 5 kwietnia – Kurt Cobain, amerykański muzyk (ur. 1967)
- 13 kwietnia – Rudolf Hrušínský, czeski aktor (ur. 1920)
- 8 maja – George Peppard, amerykański aktor (ur. 1928)
- 3 czerwca – Zbigniew Skoczek, polski operator kamery (ur. 1930)
- 14 czerwca – Henry Mancini, kompozytor muzyki filmowej (ur. 1924)
- 19 czerwca – Tadeusz Kondrat, polski aktor, ojciec Marka Kondrata (ur. 1908)
- 1 lipca – Helena Grossówna, polska aktorka (ur. 1904)
- 26 lipca – Halina Kossobudzka, polska aktorka (ur. 1920)
- 7 września – Terence Young, brytyjski reżyser (ur. 1915)
- 11 września – Jessica Tandy, amerykańska aktorka (ur. 1909)
- 12 września – Tom Ewell, aktor amerykański (ur. 1909)
- 23 września – Zbigniew Nienacki, polski scenarzysta i dialogista (ur. 1929)
- 20 października:
  - Siergiej Bondarczuk, rosyjski reżyser, scenarzysta i aktor pochodzenia ukraińskiego (ur. 1920)
  - Burt Lancaster, amerykański aktor (ur. 1913)
- 24 października – Raúl Juliá, amerykański aktor (ur. 1940)
- 18 listopada – Cab Calloway, amerykański muzyk i aktor (ur. 1907)